# نظام الوحدات في النسيج

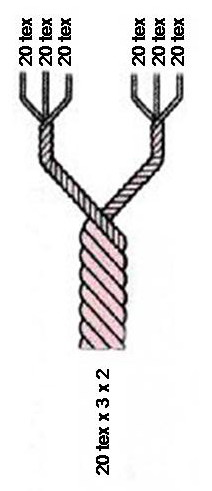

تتفاوت الخيوط كثيرًا في القياس أو القطر، فمنها المضخّمة التي تستخدم في حياكة الملابس الصوفية، ومنها الدقيقة المستخدمة في صناعة الأقمشة الشفافة. ويعطى قياس الخيط بما يسمى نمرة الخيط، وهي تعبر عن الكتلة في وحدة الطول، أو الطول في وحدة الكتلة.

## أنظمة تنمير الخيط
يمكن أن يعطى قياس الخيط بتحديد قطره، مثلاً 0,001 سنتيمتر، ولكن هذه الطريقة نادرًا ما تستعمل. تبرز مشكلتان أساسيتان في الحصول على قيمة دقيقة لقياس قطر الخيط.
- الأولى، تحديد حدود السطح الجانبي للخيط هي عملية صعبة لأن حواف معظم الخيوط المغزولة ليست واضحة، حادة المعالم، بل إن هذه الخيوط غالبًا ما تكون مزغبة.
- الثانية، معظم الخيوط لينة، وأي أداة ستستعمل لقياس القطر سوف تضغط الخيوط وتشوهها.

ولتجنب هذه المشاكل، فقد اعتمد التعبير عن قياس أو دقة الخيوط باستخدام الكثافة الطولية أو مقلوب الكثافة الطولية. فالكثافة الطولية هي «كتلة في وحدة الطول، أي النسبة الحاصلة بتقسيم كتلة الليف أو الخيط على طوله». ومقلوب الكثافة الطولية هو الطول في وحدة الكتلة. إن طول وكتلة الخيط يمكن تحديدهما بدقة على نقيض القطر.
لنفترض المثال التالي لفهم كيف يمكن استخدام الكثافة الطولية أو مقلوبها للدلالة على قياس الخيط. ليكن لدينا خيطين، بطول 1 كم، وكان وزن الأول 10 غرام، والثاني 20 غرام، فتكون الكثافة الطولية للأول 10 غ/كم وللثاني 20 غ/كم. ونستنتج ببساطة أن الخيط ذا الكثافة الطولية الأكبر سيكون ذو قطر أثخن من الخيط ذي الكثافة الطولية الأقل. إذن، العلاقة هنا بين نمرة الخيط ودقته (قطره) هي علاقة طردية.
إن استخدام مقلوب الكثافة الطولية للنمر السابقة يعطي 0,1 كم/غ للخيط الأول و0,05 كم/غ للخيط الثاني. مازال الخيط الأول هو الأدق حيث يستطيع أن يمتد الغرام الواحد منه إلى مسافة 0,1 كم في حين يستطيع الخيط الثاني أن يمتد لمسافة 0,05 كم فقط. وبذلك تكون العلاقة هنا بين نمرة الخيط ودقته هي علاقة عكسية.
وليسهل التعامل مع الكثافة الطولية ومقلوبها، اقترحت وحدات متنوعة وذلك حسب الطول أو الكتلة القياسيين. وقد قسمت هذه الأنظمة إلى مجموعتين رئيسيتين، النظام المباشر الذي يعتمد على العلاقة الطردية بين نمرة الخيط ودقته، والنظام غير المباشر الذي يعتمد على العلاقة العكسية بين نمرة الخيط ودقته.

### الأنظمة غير المباشرة
وهي أنظمة تعبر عن نمرة الخيط بالطول في وحدة الكتلة، أو بمقلوب الكثافة الطولية.
- نظام التنمير الإنكليزي القطني (بالإنجليزية: Cotton count)‏: وزن خيط بطول 840 يارد مقدر بالباوند.
- نمرة ورستد (بالإنجليزية: Worsted count)‏: وزن خيط بطول 560 ياردة مقدرة بالباوند.
- نظام التنمير المتري (بالإنجليزية: Metric count)‏: وزن خيط بطول متر مقدرة بالغرام.

وهناك أنظمة قليلاً ما تستعمل وهي:
- Cut: وزن خيط بطول 300 يارد مقدرة بالباوند.
- Run: وزن خيط بطول 1600 يارد مقدرة بالباوند.
- Lea : وزن خيط بطول 300 يارد مقدرة بالباوند.

وقد اختيرت الأطوال المعيارية أثناء العصور الوسطى عندما قسمت أنظمة التنمير.
معظم هذه الأنظمة تستخدم باوند واحد كوزن معياري. وكل نظام يستخدم وحدة مختلفة لطول الخيط.
وبالاصطلاح، فإن نظام التنمير الإنكليزي القطني يستخدم لتحديد قياس الخيوط المغزولة، والخيوط المركبة من الألياف القطنية، والألياف القطنية الممزوجة، أو الألياف المصنعة ذات طول 2,5 بوصة (65 ميليمتر) أو أقل. وهي تلك الألياف التي تشغل على الآلة التي تستخدم عادة لتحويل ألياف القطن إلى خيوط (النظام القطني).
يستخدم نظام التنمير للخيوط المسرحة (ورستد) من أجل الخيوط المركبة من ألياف الصوف الطويلة (2-9 بوصة أو 50-225 ميليمتر)، والألياف الصنعية ذات الطول المشابه، والألياف الممزوجة من هذه الألياف الصنعية مع ألياف الصوف الطويلة. هذه الألياف يمكن تشغيلها على آلة تستخدم عادة لتشغيل هذا الطول من الألياف (نظام الألياف المسرحة (ورستد)).
- خيط بنمرة 2 c.c. تعني أنه خيط بطول 2 X 840 ياردة ويزن باوندًا واحدًا.
- خيط بنمرة 2 w.c. تعني أنه خيط بطول 2 x 560 ياردة يحتوي على ألياف صوفية أطول من 2 بوصة ويزن باوندًا واحدًا، فتكون نمرة الخيط 2 ورستد.

والأشخاص الذين يتعاملون باستمرار بنمر الخيوط يستطيعون تصور قياس الخيوط. بالنسبة للخيوط القطنية، تكون الخشنة ذات نمرة 12 c.c. أو أقل، والخيوط متوسطة الدقة ذات نمرة تتراوح بين 12 و 40 c.c. والخيوط الدقيقة ذات نمرة أكبر من 40 c.c. وأرفع نمرة تنتج مثلاً في الولايات المتحدة حوالي 80 c.c.
قد تسبق نمرة الخيط في المراجع المختصة باختصار Ne، والذي يشير إلى النمرة في النظام الإنكليزي (Number in the English system). واللاحقة السفلية c تشير إلى النمرة القطنية، واللاحقة w إلى نمرة ورستد، واللاحقة m إلى النمرة المترية.
يمكن تحويل النمر من نظام تنمير إلى آخر، وهناك جداول مختصة لهذه التحويلات.
| نظام التنمير        | واحدة الطول | واحدة الكتلة | الكثافة الطولية | الترميز  |
| ------------------- | ----------- | ------------ | --------------- | -------- |
| نظام التنمير القطني | 840 يارد    | 1 ليبرة      | 840 ياردة/ليبرة | c.c.، Nc |
| نظام التنمير ورستد  | 560 يارد    | 1 ليبرة      | 560 ياردة/ليبرة | w.c.، Nw |
| نظام التنمير المتري | 1 كم        | 1 كغ         | 1 كم/كغ         | m.c.، Nm |

### الأنظمة المباشرة
تعبر هذه الأنظمة، تكس (بالإنجليزية: tex)‏ ودنييه (بالإنجليزية: Denier)‏، عن نمرة الخيط بالكتلة في وحدة الطول، أي الكثافة الطولية.
والدنييه هي كتلة خيط مقدرة بالغرام إذا كان طوله 9000 متر. ومن الناحية التقنية، تستخدم أطوال خيوط أقصر بكثير من 9000 متر لتحديد نمرة الخيط. والتكس هي كتلة خيط مقدرة بالغرام إذا كان طوله 1000 متر. تكس هو نظام شامل، ويستخدم لتنمير لجميع أنواع الخيوط.
تحويل التنمير بالدنييه والتكس سهل لأن نمرة الخيط بالدنييه مقسمة على 9 تعطي نمرة الخيط بالتكس. والعكس صحيح أيضًا، أي بضرب نمرة الخيط بالتكس بالعدد 9 يعطي نمرة الخيط بالدنييه.
وهناك تقسيمات لواحدة التكس لتسهيل التعامل مع نمر الخيوط الدقيقة.
10 ديسيتكس = 1 تكس
وبالتالي
1 ديسيتكس = 1 دنييه.
| نظام التنمير | واحدة الطول | واحدة الكتلة | الكثافة الطولية | الترميز  |
| ------------ | ----------- | ------------ | --------------- | -------- |
| تكس          | 1 كم        | 1 غرام       | غ/كم            | tex، Tt  |
| ديسيتكس      | 10 كم       | 1 غرام       | غ/10 كم         | dtex     |
| دنييه        | 9000 متر    | 1 غرام       | غ/9000 م        | دنييه Td |